# Tiosulfat

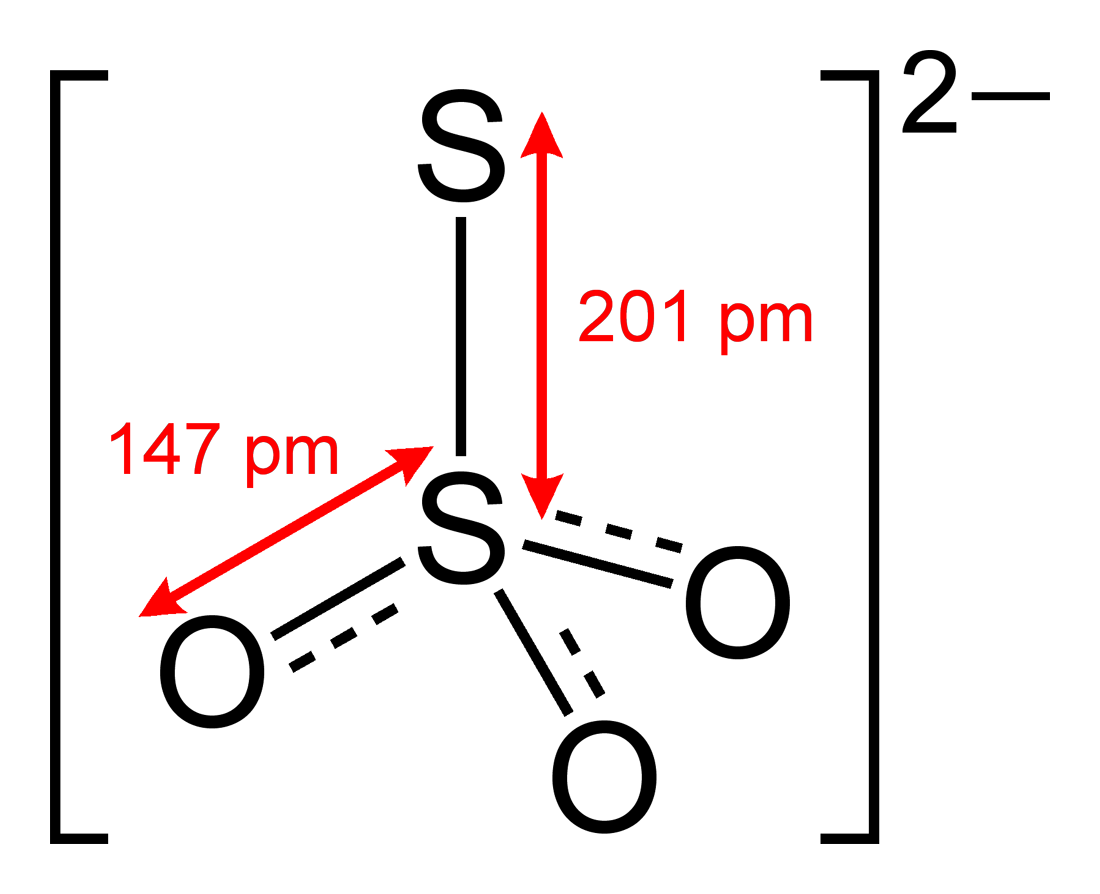
Structura anionului tiosulfat

Tiosulfatul (mai rar denumit și hiposulfit) este un oxoanion al sulfului, provenit de la acidul tiosulfuric, cu formula (S2O3)2-. Tiosulfații sunt sărurile care conțin acest ion (un exemplu este tiosulfatul de sodiu).
Prefixul tio- din denumirea anionului face trimitere la structura sa, și anume la faptul că un atom de oxigen din structura anionului sulfat este înlocuit cu un atom de sulf. Ionul are o geometrie tetraedrică.